# Jack Hawkins
Jack Hawkins, all'anagrafe John Edward July Hawkins (Lyndhurst Road, 14 settembre 1910 – Londra, 18 luglio 1973), è stato un attore britannico.

## Biografia

### Gli inizi
Ultimo dei quattro figli del capomastro Thomas George Hawkins e di Phoebe Goodman, Jack Hawkins frequentò la Trinity County School nel Middlesex, del cui coro entrò a far parte all'età di otto anni. Due anni dopo cantò per la locale filomelodrammatica nell'opera Patience di Gilbert & Sullivan.
Hawkins proseguì gli studi a Londra, frequentando la Italia Conti Academy, e fece il suo debutto teatrale il 26 dicembre 1923 al Weston's Music Hall con Where the Rainbow Ends di Clifford Mills e John Ramsey, una produzione in cui lavorò anche Noël Coward. Fece poi il suo esordio negli Stati Uniti d'America a Broadway il 22 marzo 1929, nella parte del secondo sottotenente Hibbert in Journey's End di R.C. Sherriff.

### Il successo teatrale e la guerra
Già nel 1933 il critico drammatico del London Evening News definì Hawkins «il più indubbio idolo delle matinée», predicendo che egli avrebbe superato talenti contemporanei quali Ralph Richardson e John Gielgud. Con quest'ultimo Hawkins lavorò a lungo e la loro collaborazione raggiunse il culmine nel periodo della cosiddetta Finta guerra, con l'opera teatrale L'importanza di chiamarsi Ernesto di Oscar Wilde, nella quale Hawkins brillò nel ruolo di Algernon Moncrieff.
Dopo il crollo della Francia del 1940, Hawkins si arruolò come volontario nel Real Reggimento dei Fucilieri del Galles. Fu così inviato in India, ove fu incaricato di curare gli spettacoli di intrattenimento per le truppe e, nel 1944, raggiunse il grado di colonnello, a capo dell'Associazione per il Servizio Nazionale Intrattenimento (ENSA) per l'India ed il Sudest Asiatico.

### Il cinema

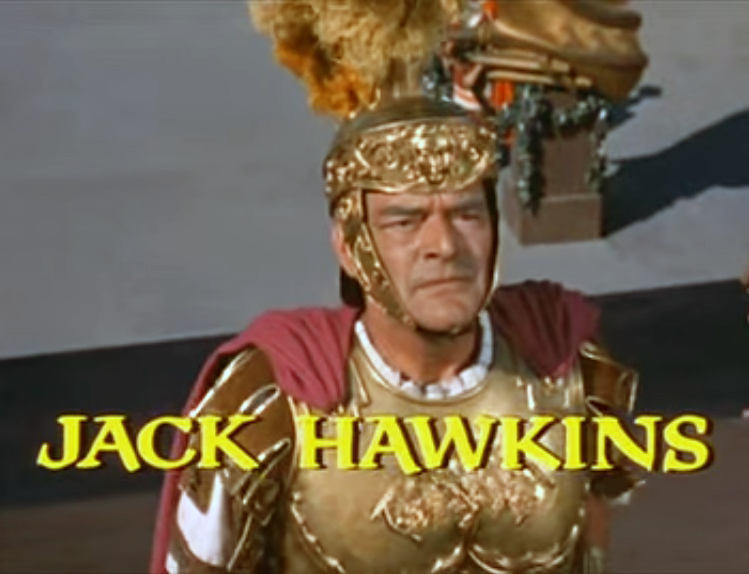
nel film Ben-Hur (1959)

Sebbene fosse comparso in alcuni film nel corso degli anni trenta, fu solo dopo la seconda guerra mondiale che Hawkins iniziò la sua carriera cinematografica. Egli sottoscrisse un contratto di tre anni con il produttore e regista Alexander Korda e successivamente passò alla Rank, lasciando poi il teatro dopo il 1951. Interpretò spesso ruoli di personaggi severi ma simpatici in film come 5ª Squadriglia Hurricanes (1952), Mare crudele (1953), che fece di lui una star del cinema, e La lunga mano (1956).
Dalla fine degli anni cinquanta ricoprì prevalentemente ruoli di caratterista, spesso in film epici come Il ponte sul fiume Kwai (1957), Lawrence d'Arabia (1962), Lord Jim (1965) e Oh, che bella guerra! (1969). Alcuni dei suoi ruoli più inconsueti comprendono quello del Faraone dell'Antico Egitto in La regina delle piramidi (1955), quello del console romano Quinto Arrio, padre adottivo di Ben Hur, in Ben-Hur (1959) e quello di Otto Witt, il reverendo fanatico ma codardo, in Zulu (1964), accanto a Michael Caine.
In palese contrasto con l'immagine dei suoi personaggi sullo schermo, dalle caratteristiche rigide e conservatrici, Hawkins era invece un uomo sensibile e di tendenze politiche radicali. In effetti, uno dei suoi film favoriti, Un colpo da otto (1960), fu considerato all'epoca piuttosto innovativo, per via dei riferimenti al sesso contenuti nella pellicola. Al contrario, quando gli fu richiesto di interpretare la parte di un avvocato omosessuale nel film Victim (1961), Hawkins rifiutò temendo di compromettere la virilità della sua immagine cinematografica e il ruolo fu infine interpretato da Dirk Bogarde.

### La malattia e gli ultimi anni
Hawkins iniziò a lamentare disturbi vocali verso la fine degli anni cinquanta, probabile conseguenza di un tumore alla laringe, tanto che iniziò a servirsi quotidianamente di un apparato amplificatore per facilitare l'emissione della voce. Nel dicembre del 1965, mentre stava tentando di terminare la narrazione nel film Lord Jim (1965), tratto dall'omonimo romanzo di Joseph Conrad, gli fu diagnosticato un tumore all'esofago. La laringe gli fu completamente asportata nel gennaio dell'anno successivo, e da allora in poi l'attore acconsentì ad essere sempre doppiato sullo schermo dal collega Charles Gray.
Hawkins morì a Londra nel 1973, all'età di 62 anni, al St Stephen's Hospital di Fulham Road, a seguito di un intervento con cui gli sarebbe stato installato un apparato vocale artificiale. Aveva fatto la sua ultima comparsa sugli schermi nella miniserie televisiva QB VII. La sua salma fu cremata e le ceneri interrate presso il Golders Green Crematorium. La sua autobiografia Anything For a Quiet Life, fu pubblicata postuma.

## Vita privata
Jack Hawkins si sposò due volte. Il 22 ottobre 1932 con l'attrice Jessica Tandy, dalla quale ebbe una figlia, Susan (1934-2004). Dopo il divorzio nel 1940, Hawkins si risposò il 31 ottobre 1947 con l'attrice Doreen Lawrence (1919-2013), dalla quale ebbe una figlia, Caroline (1948), e due figli, Andrew (1950) e Nick (1957).

## Filmografia principale

### Cinema
- Birds of Prey, regia di Basil Dean (1930)
- The Lodger, regia di Maurice Elvey (1932)[11]
- The Good Companions, regia di Victor Saville (1933)
- Peg of Old Drury, regia di Herbert Wilcox (1935)
- The Next of Kin, regia di Thorold Dickinson (1942)[12]
- Idolo infranto (The Fallen Idol), regia di Carol Reed (1948)
- Carlo di Scozia (Bonnie Prince Charlie), regia di Anthony Kimmins (1948)
- I ragazzi del retrobottega (The Small Back Room), regia di Michael Powell ed Emeric Pressburger (1949)
- L'inafferrabile Primula Rossa (The Elusive Pimpernel), regia di Michael Powell ed Emeric Pressburger (1950)
- Segreto di stato (State Secret), regia di Sidney Gilliat (1950)
- La rosa nera (The Black Rose), regia di Henry Hathaway (1950)
- Il viaggio indimenticabile (No Highway - titolo USA No Highway in the Sky), regia di Henry Koster (1951)
- V squadriglia Hurricanes (Angels One Five) regia di George More O'Ferrall (1952)
- Il signore che rincasava alle sette (Home at Seven), regia di Ralph Richardson (1952)
- Mandy la piccola sordomuta (Mandy), regia di Alexander Mackendrick (1952)
- Sangue bianco (The Planter's Wife), regia di Ken Annakin (1952)
- Mare crudele (The Cruel Sea), regia di Charles Frend (1953)
- Una storia di guerra (Malta Story), regia di Brian Desmond Hurst (1953)
- C'era una volta... (Twice Upon a Time), regia di Emeric Pressburger (1953)
- The Intruder, regia di Guy Hamilton (1953)
- La valle dei Maori (The Seekers), regia di Ken Annakin (1954)
- L'isola nell'asfalto (Front Page Story), regia di Gordon Parry (1954)
- La regina delle piramidi (Land of the Pharaohs), regia di Howard Hawks (1955)
- Il prigioniero (The Prisoner), regia di Peter Glenville (1955)
- La lunga mano (The Long Arm), regia di Charles Frend (1956)
- Indagine pericolosa (Fortune is a Woman), regia di Sidney Gilliat (1957)
- L'uomo nel cielo (Man in the Sky), regia di Charles Crichton (1957)
- Il ponte sul fiume Kwai (The Bridge on the River Kwai), regia di David Lean (1957)
- I due volti del Generale Ombra (The Two-Headed Spy), regia di André De Toth (1958)
- 24 ore a Scotland Yard (Gideon's Day), regia di John Ford (1958)
- Un colpo da otto (The League of Gentlemen), regia di Basil Dearden (1959)
- Ben-Hur, regia di William Wyler (1959)
- Ritorno a Peyton Place (Return to Peyton Place), regia di José Ferrer (1961)
- Signora di lusso (Five Finger Exercise), regia di Daniel Mann (1962)
- Lawrence d'Arabia (Lawrence of Arabia), regia di David Lean (1962)
- Zulu, regia di Cyril Endfield (1964)
- Cannoni a Batasi (Guns at Batasi), regia di John Guillermin (1964)
- Lord Jim, regia di Richard Brooks (1965)
- Judith, regia di Daniel Mann (1966)
- Il papavero è anche un fiore (Poppies Are Also Flowers), regia di Terence Young (1966)
- Shalako, regia di Edward Dmytryk (1968)
- Oh, che bella guerra! (Oh! What a Lovely War), regia di Richard Attenborough (1969)
- Quei temerari sulle loro pazze, scatenate, scalcinate carriole (Monte Carlo or Bust), regia di Ken Annakin (1969)
- Le avventure di Gerard (The Adventures of Gerard), regia di Jerzy Skolimowski (1970)
- Waterloo, regia di Sergej Bondarchuk (1970)
- Ora zero: operazione oro (When Eight Bells Toll), regia di Étienne Périer (1971)
- Nicola e Alessandra (Nicholas and Alexandra), regia di Franklin J. Schaffner (1971)
- Il ribelle di Scozia (Kidnapped ), regia di Delbert Mann (1971)
- Gli anni dell'avventura (Young Winston), regia di Richard Attenborough (1972)
- Oscar insanguinato (Theatre of Blood), regia di Douglas Hickox (1973)
- Delirious - Il baratro della follia (Tales That Witness Madness), regia di Freddie Francis (1973)

### Televisione
- The DuPont Show of the Month – serie TV, episodio 3x02 (1959)
- Il dottor Kildare (Dr. Kildare) – serie TV, 6 episodi (1966)
- Jane Eyre nel castello dei Rochester (Jane Eyre), regia di Delbert Mann – film TV (1970)

## Doppiatori italiani
- Emilio Cigoli in Il viaggio indimenticabile, Sangue bianco, Una storia di guerra, La regina delle piramidi, La lunga mano, I due volti del generale Ombra, 24 ore a Scotland Yard, Cannoni a Batasi, Judith, Il ribelle di Scozia
- Mario Pisu in Il ponte sul fiume Kwai, Lawrence d'Arabia
- Manlio Busoni in Ben-Hur, Il papavero è anche un fiore
- Sandro Ruffini in Mare crudele
- Stefano Sibaldi in Un colpo da otto
- Bruno Persa in Zulu
- Giorgio Capecchi in Lord Jim
- Ennio Balbo in Shalako
- Alessandro Sperlì in Waterloo
- Mario Erpichini in Oscar insanguinato
- Pieraldo Ferrante in Lawrence d'Arabia (scene aggiunte)